# Pentakloretan
Pentakloretan, CHCl2CCl3, är ett giftigt, i vatten olösligt klorerat kolväte.

## Egenskaper
Pentakloretan är en tung, färglös vätska med lukt av kloroform. Den är giftig för vattenlevande organismer och kan orsaka skadliga långtidseffekter i vattenmiljön.

## Framställning
Pentakloretan bildas som biprodukt vid framställning av tetrakloretylen.

## Användning
Pentakloretan används som lösningsmedel för oljor, fetter, cellulosaetrar och –estrar m. m.